# Peaceville Records
Peaceville Records es una discográfica independiente del Reino Unido que promueve bandas de heavy metal, especialmente en sus variantes más extremas dentro del black metal, doom metal y dark metal. La disquera fue fundanda por Paul "Hammy" Halmshaw (de las bandas Instigators y Civilized Society?, también llegó a participar en la banda de grindcore, Sore Throat) en 1987 en Cleckheaton, Inglaterra. En sus inicios creada como una disquera orientada al punk anárquico, sus lanzamientos se movían entre fusiones del punk y el metal como el hardcore punk y el crust punk. Sin embargo el éxito de la disquera se logra a principios de los años 1990 cuando comienza a enfocarse en un género relativamente desconocido en esos tiempos: el doom metal.

## Inicios
La historia de Peaceville Records comienza en 1980, cuando Hammy tenía apenas 15 años y tocaba en la banda de punk Instigators. Cinco años después sacan su primer Demo y L.P. con su propia disquera Peaceville Records, inmerso Hammi en el proceso de producción, manejo y edición de una banda y un disco. A partir de ese momento, como lo menciona el mismo Hammy, decide dedicarse por completo a la disquera. En aquellos tiempos los conocimientos de un estudio de grabación se basaban en la captación del sonido en directo de los instrumentos y se fundamentaba en los cabezales y la pantalla. Hammi tenía un instinto nato para integrar el sonido en vivo de las bandas. Lo único que necesitaba Hammi eran las bandas correctas, con sonidos revolucionarios. Tardaría menos de cinco años en encontrar el sonido correcto.
La historia de Peaceville Records comienza próxima al grindcore y death metal, a Lee Dorrian, Chris Reifert y toda la generación ochentera de bandas de metal extremo. En 1987, tan sólo poco tiempo después de que Chris Reifert y Chuck Schuldiner, liderando la banda mainstream, Death, lanzaran al mercado el disco clásico del death metal: Scream Bloody Gore, Chris se separaría de la banda para iniciar un proyecto dentro del más puro goregrind, convirtiéndose en la banda pionero del género de la mano de Carcass y Dr Shrinker. Autopsy veía la luz en 1987 con un demo bestial, crudo y violento dentro de lo más extremo jamás creado. Para Hammy, admirador del metal extremo (había inclusive llegado a tocar con la banda pionera del grindcore, Sore Throat y que conocía a la perfección el excelente trabajo de la banda americana, Death, fue (como él mismo lo reconoce)un golpe de suerte que sólo dos años después con un disco de culto del goregrind, Several Survived, participara como cooproductor y casa disquera en el proyecto de Autopsy. Este fue el primer gran trabajo de Peaceville Records (y de Hammi que era la maquinaria de la disquera). El primer disco de Autopsy, si bien está inmerso en el metal brutal ochentero, es un trabajo experimental, que no encajaba en los cánones que las productoras y disqueras buscaban. El hecho de Peaceville Records trabajara en proyecto experimental sin lugar a dudas fue el parteaguas para que bandas que experimentaban en sonidos nuevos buscaran acercarse a la disquera. En 1989 sale al mercado Several Survived y sería cuestión de meses para que otra banda en la pura vena experimental buscara a la disquera: con cuatro demos en su haber, la banda pionera, Paradise Lost, contacta a Hammi para lanzar al mercado un material maduro, innovador, de estructura sonora genial. En abril del 89 sale al mercado el disco debut de Autopsy y en invierno del mismo año se graba otro disco del heavy metal: Lost Paradise, de la banda británica pionera del death/doom para salir en 1990 y convertirse en un hito del metal extremo. 
Históricamente eran momentos de profundo cambio en la escena del rock: Nirvana inundaba el mercado musical con su Nervermind; Metallica lograba masificar el gusto por el thrash metal con su disco The Black Album; en la zona nórdica, la segunda ola de black metal causaba conmoción en el mundo con su actitud bélica y sus proclamas anticristianas; Lee Dorrian experimentaba un sonido ultralento y comenzaba la segunda ola de doom metal con su banda Cathedral. Es en ese ambiente revolucionario que Peaceville Records y Paradise Lost ven la luz. A partir de este momento lo demás es historia: otras tres grandes bandas del metal verían la luz tan sólo un año después, en 1991. Anathema graba el demo All Faith Is Lost ya con la disquera, My Dying Bride también lanza el E.P. Symphonaire Infernus et Spera Empyrium y la banda de black metal, Darkthrone, grabado y producido en 1990, lanza al mercado su primer disco, Soulside Journey. Peaceville Records se convertía así en una de las disqueras más influyente del metal extremo, con un portafolio encabezado por las clásicas bandas del Death/Doom, Anathema, My Dying Bride y Paradise Lost; la clásica del black metal, Darkthrone; la banda de culto del grindcore, Autopsy; y la banda de metal extremo experimental conocido como death metal melódico, At the Gates. El nombre de la disquera estaba escrito en la historia.

## El declive
Sin embargo también son famosos los errores de Hammy en el manejo de sus bandas: después de producir los primeros tres trabajos de la banda sueca At the Gates, la banda abandona a la disquera argumentando falta de apoyo para grabar su cuarto L.P. (y uno de los más influyentes en la escena del death metal), Slaughter of the Soul con la disquera Earache Records de Lee Dorrian. Si bien Hammy asegura que las diferencias entre la banda y la disquera se debieron a una gira no autorizada que realizó At the Gates en 1994 y que nada tuvo qué ver con el disco, se maneja más bien la versión de que la disquera consideró poco viable este cuarto disco y quiso influir en su manufactura.
Otro caso sonado fue la partida de Darkthrone en 1994 tras el lanzamiento de Transilvanian Hunger, el cuarto disco de la banda. A decir de la disquera se tuvo que dejar partir a la banda por las presiones que recibía de las distribuidoras y revistas que consideraban a Darkthrone una banda nociva, peligrosa y se negaban a participar con la disquera si conservaban a la banda en el portafolio. Todo esto viene a la controversia de la frase del "Transilvanian...", "Norsk Arisk Black Metal" (Black Metal Ario Noruego), donde, a pesar de las disculpas y explicaciones del cerebro de la banda Fenriz, se consolida a Darkthrone como una banda fascista. Esto ha sido negado constantemente por sus miembros. Al final Darkthrone firma con Moonfog, una discográfica de black metal noruega propiedad de Sigurd Wongraven, vocalista de Satyricon, para regresar en 2006 con su duodécimo álbum, The Cult is Alive, a manos de Peaceville Records.
Otro fracaso fue la relación con Music For Nations, disquera subsidiaria de Zomba Records, que a la postre se habría de llevar de la cartera de Peaceville Records a Paradise Lost en 1993, Anathema en 1999 y Opeth en el 2000.

## Peaceville en la actualidad
Si bien es cierto de que bandas prominentes se fueron de la cartera de Peaceville Records, también es cierto que han sabido reestructurar sus objetivos creando una sólida cadena de contactos para promover la música que les vio nacer. Y se podría considerar que esta reestructuración para asegurar el descubrimiento de nuevas bandas está encabezada por tres bandas de culto dentro del metal. Por una parte, dentro del black metal, Darkthrone fundó Tyrant Syndicate Productions, un sello afiliado a Peaceville, mediante el cual está banda identificará bandas nacientes para su promoción y desarrollo. Por otro lado, My Dying Bride continua encabezando el doom metal de Peaceville a lado de bandas como Gallhammer y Novembre que se mueven en circuitos por el mundo entero promoviendo el doom metal. Y Katatonia, con la cual firmaron en 1999, se mueve en un dark metal que lidera el gusto más progresivo del metal de vanguardia junto con bandas como Madder Mortem y The Provenance.

## Bandas actuales
- Autopsy
- Barren Earth
- Bloodbath
- Darkthrone
- Gallhammer
- My Dying Bride
- Novembre
- The Provenance
- Hellripper

## Compilaciones
- A Vile Peace (1987)
- Vile Vibes (1990)
- Peaceville Volume 4 (1992)
- The Best of Peaceville (1995)
- Autumn Sampler '95 (1995)
- Under the Sign of the Sacred Star (1996)
- Peaceville X (1998)
- Peaceville Classic Cuts (2001)
- Peaceville Sampler 2002 (2002)
- New Dark Classics (2006)
- Metal Hammer (2006)